# June Roper
Elizabeth June Roper, née le 4 décembre 1907 à Rosebud au Texas et morte le 21 novembre 1991 à Bellingham, est une danseuse américaine et professeure de danse à Vancouver.